# La usurpadora
Pour les articles homonymes, voir La usurpadora (homonymie).
La usurpadora (en français : L'Usurpatrice) est une telenovela mexicaine produite par Salvador Mejia Alejandre et diffusée en 1998 par Televisa.
En France et à Monaco, la série a été diffusée sur TMC en 2000-2001.

## Distribution
- Gabriela Spanic : Paulina Martinez / Paola Bracho † - Héroïne principale (enfin mariée à Carlos Daniel, en troisièmes noces) / Antagoniste principale, maîtresse de Willy, Luciano, Donato, Alessandro et Douglas, deuxième épouse de Carlos Daniel (finit dans le coma à l'hôpital après l'accident, meurt finalement)
- Fernando Colunga : Carlos Daniel Bracho - Héros principal, le mari (plus tard le veuf) de Paola, enfin marié à (et père par) Paulina
- Libertad Lamarque : Abuela Piedad Bracho - grand-mère biologique de Carlos Daniel et de Rodrigo, grand-mère adoptive d'Estefania
- Chantal Andere : Estefania Bracho - Sœur adoptive de Carlos Daniel et de Rodrigo, épouse de Willy, méchante puis gentille
- Dominika Paleta : Gema Durán Bracho - Amoureuse de Carlos Daniel, une amie de Luciano, antagoniste
- Mario Cimarro : Luciano Alcantara - Amant de Paola, ami de Gema, antagoniste puis protagoniste
- Marcelo Buquet : Rodrigo Bracho - Frère de Carlos Daniel
- Juan Pablo Gamboa : Willy Montero - Époux de Estefania, antagoniste (finit en prison)
- Paty Díaz : Lalita : Femme de chambre dans la maison de Bracho
- Alejandro Ruiz : Leandro Gomez - Travailleur dans une entreprise Bracho, enfin marié à Viviana
- Giován D'Angelo : Donato D'Angeli - Amant de Paola
- Anastasia : Viviana Carillo - Maîtresse de Willy, a finalement épousé Leandro
- Jessica Jurado : Patricia Bracho - Épouse de Rodrigo
- Antonio De Carlo : Osvaldo Resendiz - Petit ami de Paulina, se retrouve avec Veronica
- Magda Guzmán : Fidelina - Assistante personnelle de Abuela Piedad, la mère biologique d'Estefania
- María Solares : Lisette Bracho - Fille de Carlos Daniel
- Segio Miguel : Carlitos Bracho - Fils de Carlos Daniel
- Nuria Bages : Paula Martinez † - Mère de Paola et de Paulina
- Ninón Sevilla : Cachita - Cuisinère à la maison de Bracho
- María Luisa Alcalá : Filomena - Amie de Paulina
- Tito Guízar : Panchito - Jardinier à la maison de Bracho
- Enrique Lizalde : Alessandro Farina - Amant de Paola
- Mario Carballido : Amador - Policier
- Adriana Fonseca : Veronica Soriano - Secrétaire de Carlos Daniel, se retrouve avec Osvaldo
- Raquel Morell : Carolina Carrillo
- Jaime Garza : Merino - Officier de police
- Meche Barba : Abigail Rosales - Marraine de Viviana
- Renata Flores : Estela - Secrétaire de Estefania
- Javier Herranz : Dr Varela
- Arturo Peniche : Lic. Edmundo Serrano - Paulina avocat, amoureux de Paulina
- Miguel de León : Douglas Maldonado - Amant de Paola
- Silvia Derbez : Doña Chabela - pauvre femme qui a aidé Carlitos, sœur de Cenobia
- Silvia Caos : Cenobia Rojas - sœur de Chabela, méchante (peut-être gentille à la fin)
- Irán Eory : Lourdes Osvaldo femme, patron de Paulina
- René Muñoz : El Mojarras - voisin de Chabela et de Cenobia
- Azela Robinson : Elvira - Infirmière, complice de Paola (meurt sur la scène de l'accident)
- Rafael Amador : Dr Galicia
- Miguel Córcega : Braulio - butler de Douglas Maldonado
- Rebeca Manríquez : La Tamales - Co-détenue de Paolina en prison
- Maricruz Nájera : Emiliana - Gardienne de la prison
- Angelina Peláez : Ricarda
- Humberto Elizondo - Silvano Pina
- Andrea García - Celia Alonzo - Ami de Paolina
- Eduardo Luna : Mauricio Artiana
- Sara Montes : Eloina - Infirmière
- Adriana Nieto : Beatrice
- Yessica Salazar : Isabel
- Laura Zapata : Zoraida Zapata - Procureur
- Renata Flores : Estela
- Consuelo Duval : Macrina - voisin de Chabella et Cenobia
- Gloria Morell : Zenaida
- María Morena
- Melba Luna : Doña Francisca
- Julio Monterde : Dr Peraza
- Héctor Alvarez
- Claudia Castillo
- Nayeli Dainzú
- Jesús Lara
- Emiliano Lizárraga : Pedro-Bracho du conducteur
- Gabriela Tavela
- Irma Torres : Eulalia - infirmière à l'hôpital de la prison
- Fernando Torres Lapham : Dr Mendive - médecin de la prison
- Gabriela Carvajal : Adela
- Ricardo Hernandez
- Pedro Sicard : Bernardo
- Oscar Morelli : Juez Castro
- Jorge Santos
- Hector Parra : Lic. Juan Manuel Montesinos
- Ester Rinaldi
- Fernando Saenz : Lic. Mayo
- Claudia Vega
- Amara Villafuerte
- Ernesto Arreola
- Manuel Barajas
- Jesus Najera Saro
- Karina Duprez
- Yadhira Carrillo : Raquel/antagoniste, invitée spéciale au Mas Alla de la Usurpadora, nounou de Carlitos, de Lisette et de Paulita, amoureuse de Carlos Daniel